# Hofdorf (Mengkofen)

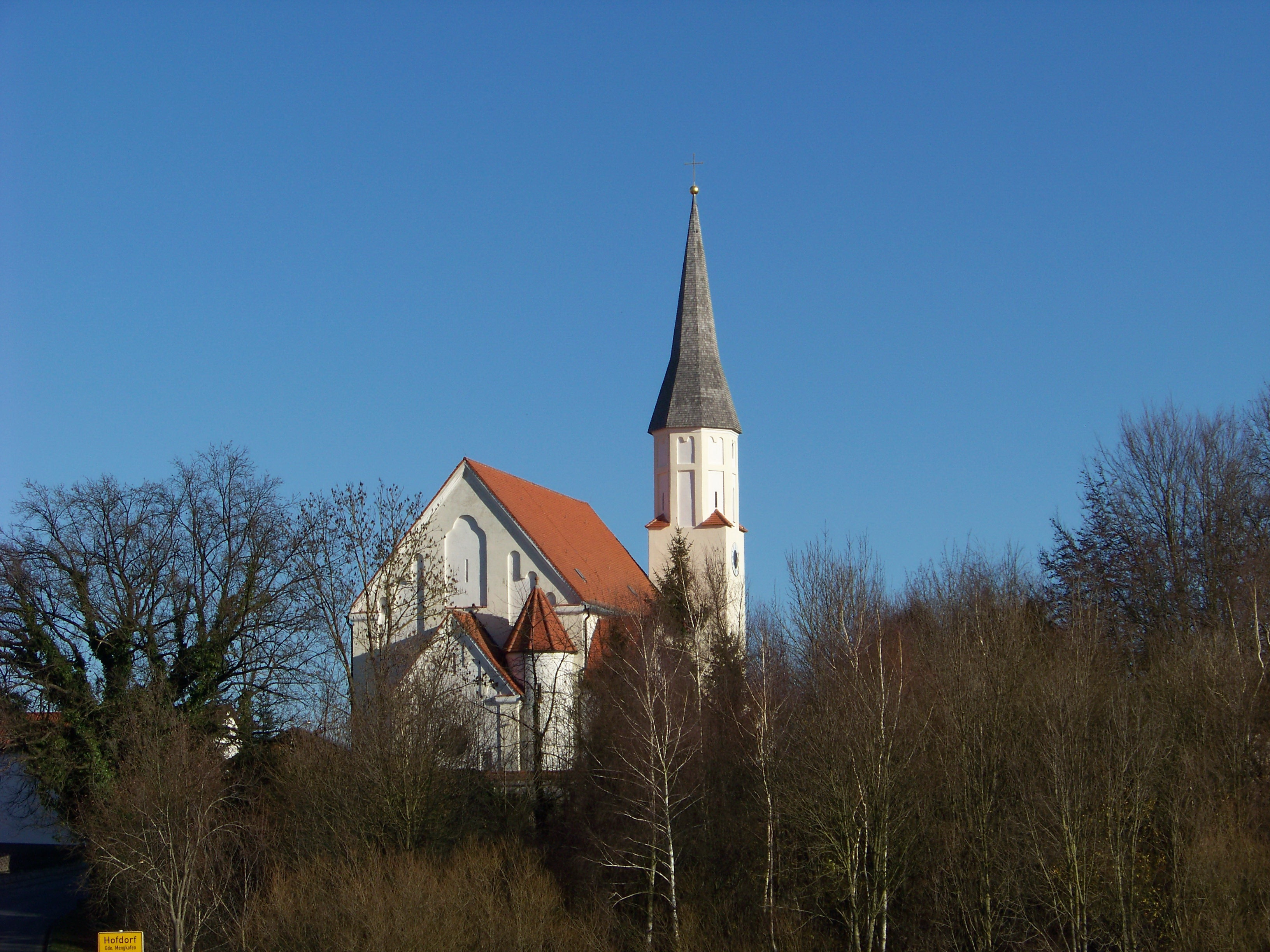
Pfarrkirche St. Margareta

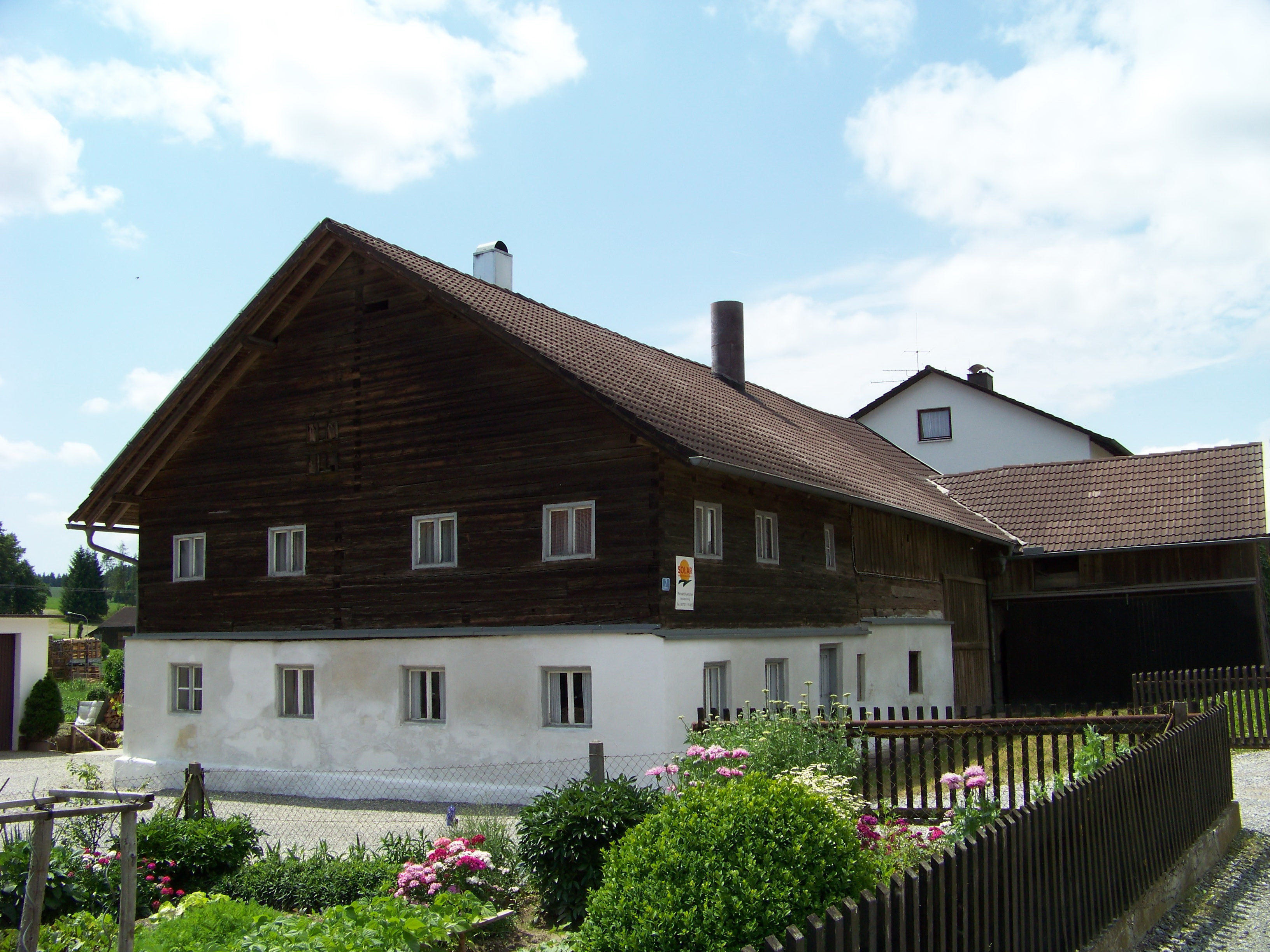
Denkmalgeschütztes Bauernhaus

Hofdorf ist ein Ortsteil der Gemeinde Mengkofen im niederbayerischen Landkreis Dingolfing-Landau. Bis 1972 bildete es eine selbstständige Gemeinde.

## Lage
Das Pfarrdorf Hofdorf liegt etwa zwei Kilometer südwestlich von Mengkofen an der Aiterach auf einer vorgelagerten Bergzunge im Donau-Isar-Hügelland.

## Geschichte
Als erster Besitzer der Hofmark Hofdorf ist ein Bernhard Bschorn genannt. 1368 ist Andre, 1379 Ulrich der Seman aus dem Geschlecht der Seman zu Mangern Besitzer, 1437 wird Hans der Seman als Inhaber der Hofmark erwähnt. Auf die Seman folgten die Rorbacher, auf diese bis 1626 die Closen, dann die Eisenreich. 
1580 wird der Besitz folgendermaßen beschrieben: „Das Schloß und der Sitz zu Hofdorf, samt dem Hofbauer oder Sedlhof dabei, welchen Andre Laimbeckh, Bauer, besitzt, ist keine geschlossene Hofmark“. Es gehörten zu Hofdorf auch Esterthal, Rogau, fünf Häuser in Dengkofen und ein Haus in Ettenkofen. 1599 gehörte auch die Mühle in Dengkofen zu Hofdorf, die jedoch 1640 abbrannte. 1723 vererbte Maximiliana Johanna Freifrau von Eisenreich ihren Besitz zu Hofdorf an ihren Vetter Ferdinand Freiherr von Stromer zu Jetzendorf, der ihn 1740 an Baron von Lerchenfeld nach Mengkofen verkaufte.
Die letzten Reste des einstigen Sumpfes um Hofdorf verschwanden erst durch die Entwässerung der Aiterach und den Kanalbau durch den Reichsarbeitsdienst. Im Zuge der Gebietsreform wurde die Gemeinde Hofdorf des Landkreises Dingolfing am 1. Juli 1972 in die Großgemeinde Mengkofen eingegliedert.

## Sehenswürdigkeiten
- Pfarrkirche St. Margareta. Sie wurde 1905 anstelle einer zu klein gewordenen Kirche von Heinrich Hauberrisser im neuromanischen Stil mit gotischen Elementen erbaut. Von der alten Kirche ist nur noch das Altarblatt des ehemaligen Hochaltars mit der Kirchenpatronin St. Margareta erhalten geblieben.
- Bauernhäuser des 17./18. Jahrhunderts.

## Vereine
- Freiwillige Feuerwehr Hofdorf
- Imkerverein Hofdorf
- Landfrauengruppe Hofdorf
- Trachtenverein Hofdorf

## Söhne und Töchter (Auswahl)
- Franz Xaver Eßlinger (1859-nach 1919), Brauereibesitzer und Politiker, Reichstagsabgeordneter